# براندون هايد
براندون هايد (بالإنجليزية: Brandon Hyde)‏ هو لاعب كرة قاعدة أمريكي، ولد في 3 أكتوبر 1973 في سانتا روسا في الولايات المتحدة.

## وصلات خارجية
- براندون هايد على موقعبيزبول رفرنس.كوم (الدوري الثانوي) (الإنجليزية)